# Bunkerbosje Goetlijfpark

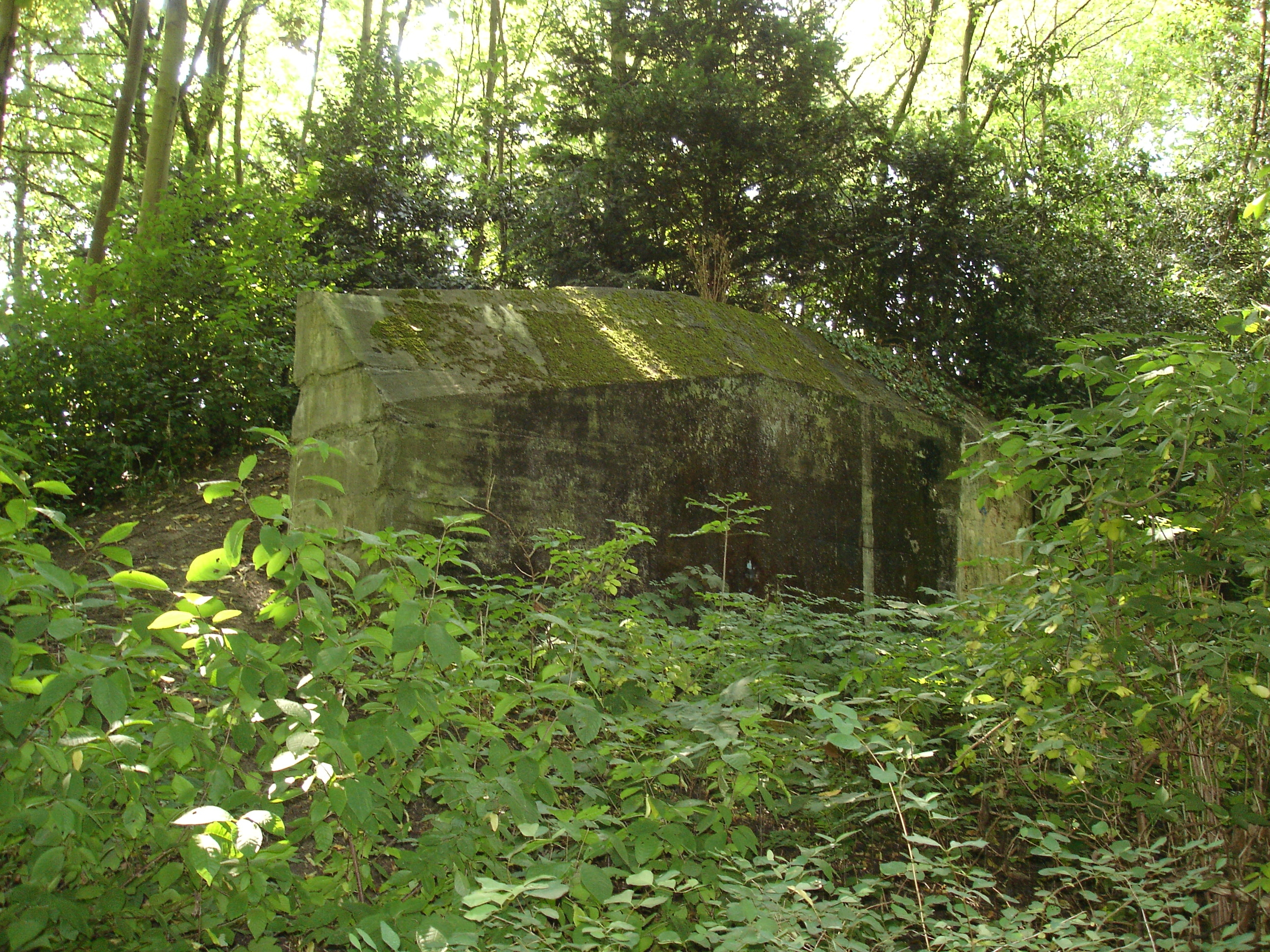
De bunker nabij het Goetlijfpad

Het Bunkerbosje Goetlijfpark is een complex van bunkers in het Goetlijfpark, omgrensd door de Oostduinlaan, Ruychrocklaan, Van der Houvenstraat en het Goetlijfpad. Het complex maakte deel uit van de Atlantikwall als onderdeel van Stützpunktgruppe Scheveningen. 
Het complex bestaat uit negen (ontoegankelijke) onderdelen: 
- X1: Keuken
Van standaardtype Regelbau 645, Baunummer 8745 ter verzorging van maximaal 200 man. Deze bunk
- X2: Munitiebergplaats
Van standaardtype Regelbau 134, Baunummer 8744.
- X3: Groepsonderkomen
Van standaardtype Regelbau 622, Baunummer 8716, ter onderbrenging van twee maal tien man
- X4: Munitiebergplaats gelegen buiten het Goetlijfpark in de berm tussen de Ridderlaan en de vijversloot.
- X5, X6, X7: Woonschuilplaatsen
Feldmässiger Ausbau
- X8: Badhuis
Feldmässiger Ausbau met een aantal kleed- en badruimten met op het dak een betonnen waterreservoir
- X9: Toiletgebouw
Feldmässiger Ausbau

Bij het complex zijn met uitzondering van X4 de overige acht onderdelen nog intact. De bunkers X1, X2 en X3 hebben buitenmuren van 200 cm dikte. Het complex werd gecamoufleerd met behulp van beplanting, omdat het grootste deel bovengronds was neergezet. Na 1945 is het complex verder in het landschap geïntegreerd. 